# Військове осадництво

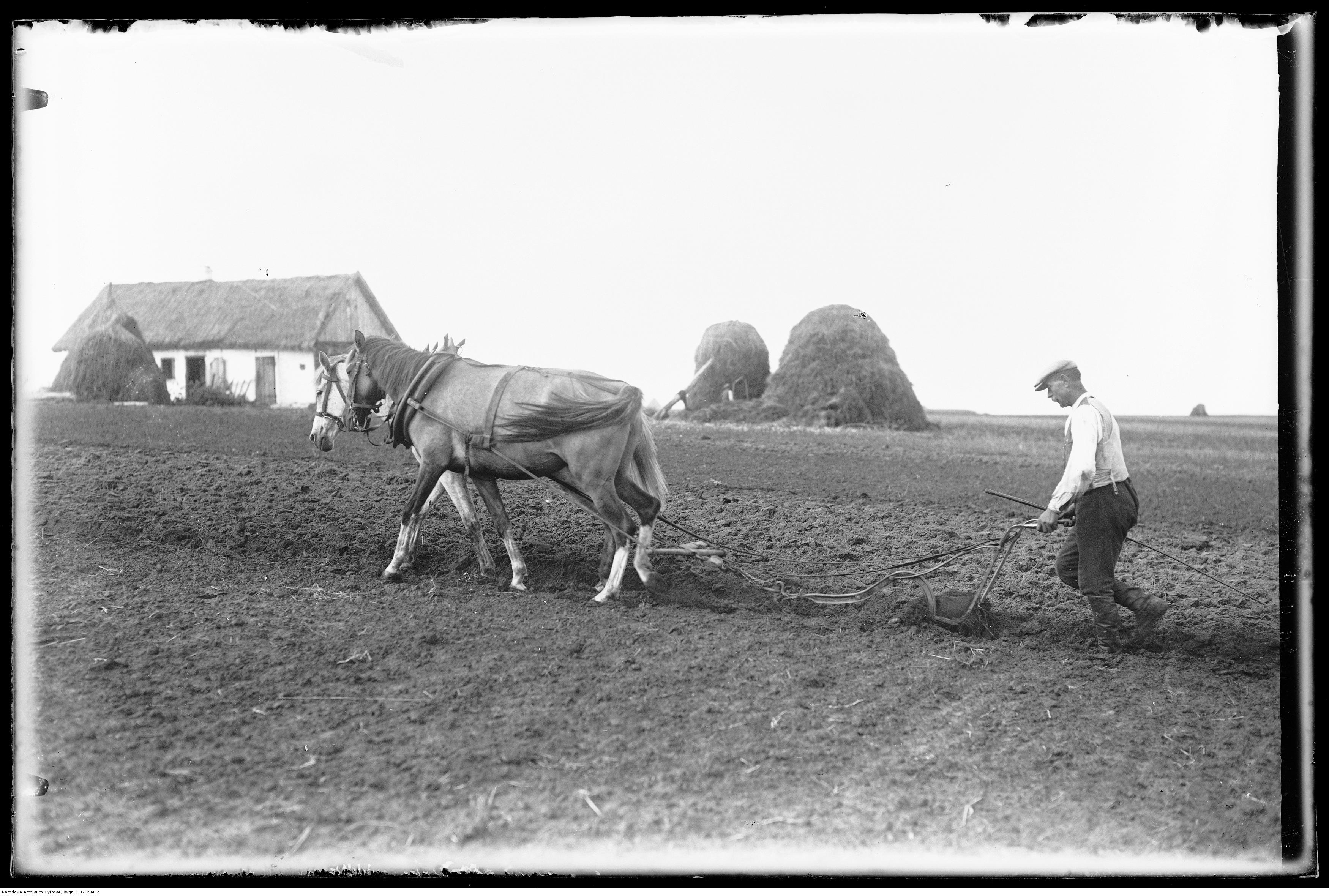
Військовий осадник з Креховецької слободи Волинського воєводства, 1928 р.н.

Військове осадництво (пол. Osadnictwo wojskowe) — надання землі за часів Міжвоєнної Польщі на східному порубіжжі видатним воякам Війська Польського та добровольцям. Цей термін іноді також використовується для позначення польських солдатів, які осіли на повернених територіях після Другої світової війни.

## Міжвоєнний період

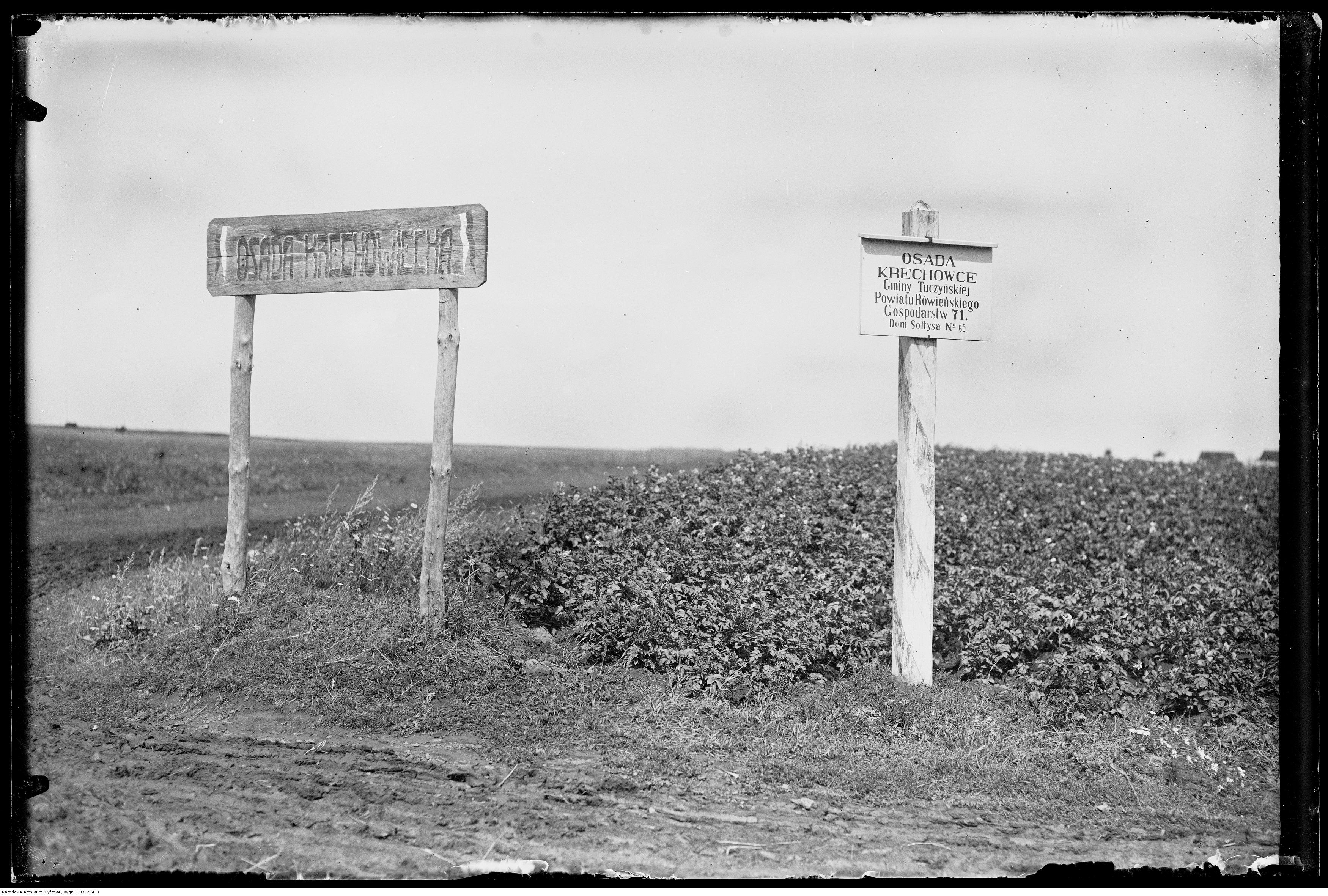
Кречовецька слобода, прикордонні застави

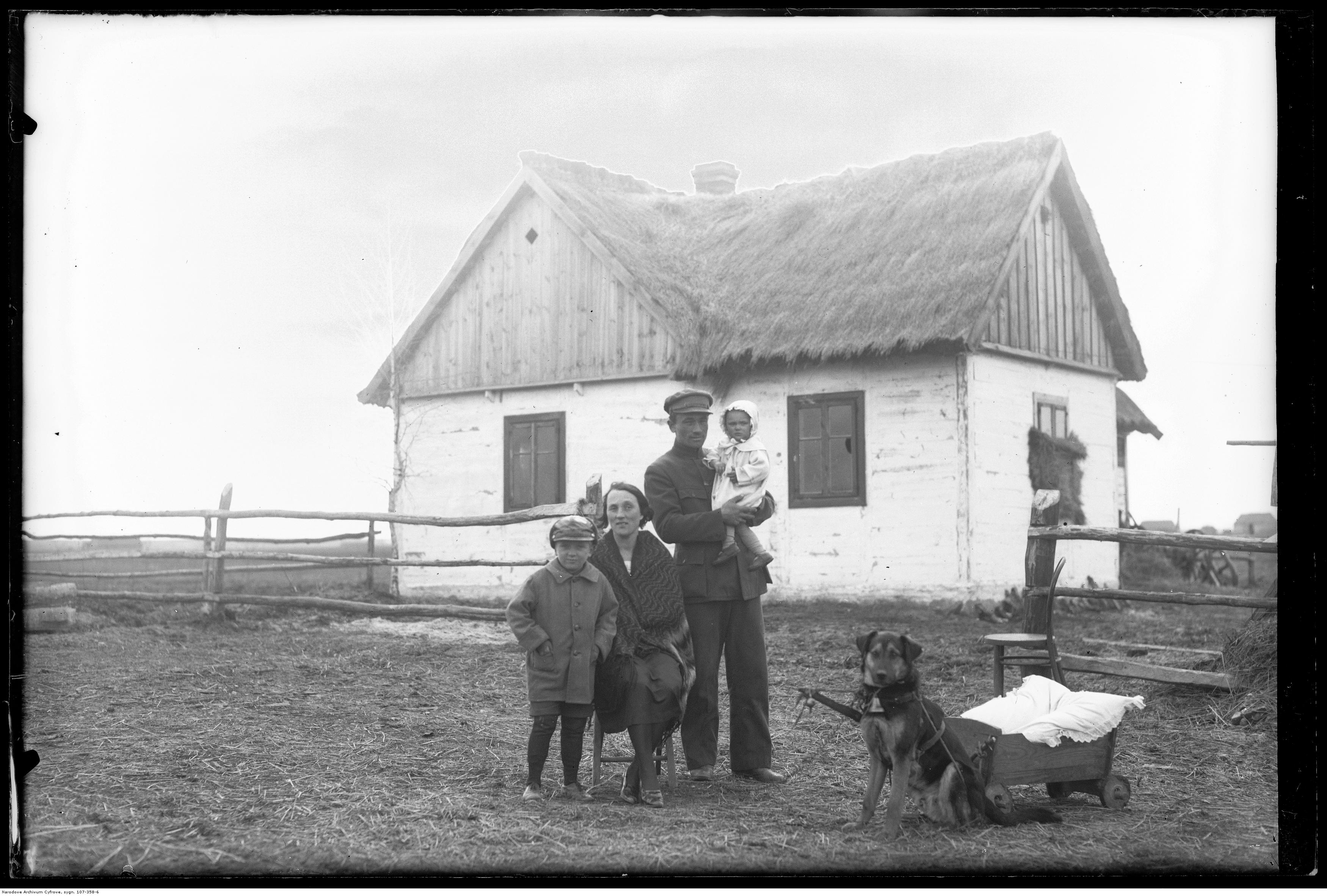
Ґжегорські, родина переселенців з Креховецької слободи. 1931 рік

Постулати про надання землі польським поселенцям на українських землях з'явилися в 1919 році. Їхніми мотивами було бажання винагородити зусилля вояків, зміцнити польську ідентичність на Східних Кресах і використати надлишок робочої сили, часто некваліфікованої, яка очікувалася після демобілізації. У наказі від 18 жовтня 1920 р. Юзеф Пілсудський звертався до майбутніх поселенців:
|  | Я вже запропонував уряду, щоб частина завойованої землі стала власністю тих, хто зробив її польською, зросивши її польською кров'ю і незмірною працею. Ця земля, втомлена кривавим посівом війни, чекає на посів миру, чекає на тих, хто змінить меч на леміш, і я хотів би, щоб у вашій майбутній роботі ви здобули стільки ж мирних перемог, скільки мали у військовій роботі. |

Правовою основою врегулювання стали два закони, одностайно прийняті сеймом 17 грудня 1920 року. Перший стосувався захоплення землі в російській частині (що належала російській скарбниці та царській родині, деяких духовних і монастирських маєтків, приватних володінь, покинутих землевласниками, а також деяких діючих польських володінь). Другий стосувався надання землі воякам Війська Польського. Відповідно до положень Закону безкоштовну землю мали «інваліди та вояки Війська Польського, які особливо відзначилися, а також вояки, які добровільно вступили до Війська Польського і служили на фронті. Усі інші інваліди та військовослужбовці, здатні працювати на землі, могли отримати землю за плату, в міру наявного запасу».
Поселенська кампанія тривала з 1920 по 1923 рік, наштовхнувшись на значні фінансові та політичні труднощі. У результаті з 99 153 заявок успішними були лише 7 345; солдати та волонтери отримали 1331,46 км². У менших масштабах процес відновився після Травневого перевороту, але через кілька років знову був зупинений.
У 1922 році був заснований Центральний союз військових осадників. Президентом товариства був інженер Віктор Зигмунт Пшедпельський та активіст капрал Єжи Бонкович-Сіттауер.
Після нападу Радянського Союзу на Польщу 17 вересня 1939 року майже 80 % сімей поселенців підлягали депортації (до Сибіру чи до республік Середньої Азії). Депортації, перша з яких відбулася 10 лютого 1940 року, тривали безперервно аж до нападу Німеччини на СРСР. Деяким із засланих вдалося приєднатися до Війська Польського в СРСР, створеного з 1941 року генералом Андерсом, а іншим приєднатися до армії генерала Берлінга. Ті, хто вижив, повернулися на батьківщину вже після війни.

## Повоєнний період
Військові осадники знову виникли після Другої світової війни, цього разу на «Західних Кресах», вздовж польсько-німецького кордону. Передбачалося забезпечити існування демобілізованим воїнам та їхнім родинам і створити «банк польськості» в прикордонній зоні.
Формальною підставою для осадництва став наказ № 111 Головного командування Війська Польського від 5 червня 1945 року. Якого значення надавали цій акції «розпорошення і розгортання» свідчить той факт, що на чолі т.в.о. Генеральна інспекція військового поселення, яка діяла при Головній політико-освітній управі Війська Польського генерала Свєрчевського та полка Ярошевича. У червні 1945 року інспекція видала наказ, у якому визначила обсяг військового осадництва до 12 прикордонних повітів на річках Одра та Ниса-Лужицька. Водночас Державна репатріаційна служба припинила зарахування до цих повітів інших категорій осадників. Військові поселення затримали вихід указу про часткову демобілізацію до 10 серпня 1945 року, хоча частина солдатів, очікуючи цього, вже зайняла окремі хутори. Безпосереднє керівництво поселенською акцією здійснювала Військово-поселенська комісія в Познані з мережею військово-поселенських інспекцій. У вересні 1945 р. цю систему було підпорядковано Міністерству державного управління та створено воєводські та повітові військово-поселенські комісії. У той час почалося узаконення поселення мирного населення в прикордонних повітах. 15 лютого 1946 року військові інспекції були ліквідовані, а в наступному місяці при територіальних відділеннях були створені військово-поселені відділи.
Військове осадництво включало всіх вояків Війська Польського та осіб, які воювали проти німців у складі Народної гвардії, Армії Людової, Армії Польської Людової, Армії Крайової, Селянських батальйонів і Корпусу охорони. Військові осадники мали право виділяти близько 10 га землі та меблі на 3-4 кімнати. До кінця 1947 р. вони також були звільнені від сплати податків. Також отримували матеріальну допомогу, продовольство, худобу та зерно на посів, армія також допомагала в польових роботах. До кінця 1945 року частини 1-ї армії Війська Польського передали їм 700 коней, 1300 корів і 180 свиней. Через два роки 1-й кавалерійській дивізії було передано ще 2800 коней, захоплених у Німеччині, і демобілізованих верхових (непридатних для польових робіт).
Так званий оперативні групи чисельністю 20 озброєних солдат кожна. З кожної групи 18 забезпечували відбірні господарства, а решта дві привозили родини солдатів. Незважаючи на підтримку, через несприятливі умови спостерігався значний відтік військових осадників. Затримка в ході акції означала, що осадники були спрямовані в райони, пограбовані або вже зайняті прибулими цивільними особами. На місцях частка військових осадників була значною і, наприклад, у крайньому західному районі Хойна досягала 75 %.
24 липня 1948 р. Управління повноважного представника Міністерства національної оборони за Військове осадництво було ліквідовано. На той час до військового осадництва входило близько 200 тис. осіб (демобілізованих військовослужбовців та їх сімей).

## Виноски
1. ↑  Jan Jerzy Milewski, Osadnicy wojskowi na Kresach, Biuletyn Instytutu Pamięci Narodowej, 12/2004, s.44. Архів оригіналу за 29 квітня 2014. Процитовано 1 квітня 2023.
2. ↑  Janina Stobniak-Smogorzewska, Kresowe osadnictwo wojskowe 1920—1945, RYTM, Warszawa 2003, ISBN 83-7399-006-2, s.21
3. ↑  Janina Stobniak-Smogorzewska, Kresowe osadnictwo wojskowe..., s.17
4. ↑  Ustawa z dnia 17 grudnia 1920 r. o przejęciu na własność Państwa ziemi w niektórych powiatach Rzeczypospolitej Polskiej w: Dz.U. z 1921 r. nr 4, poz. 17
5. ↑  Ustawa z dnia 17 grudnia 1920 r. o nadaniu ziemi żołnierzom Wojska Polskiego w: Dz.U. z 1921 r. nr 4, poz. 18
6. 1 2 3 4 5 6  Pomorze szczecińskie 1945-1965. Poznań, Szczecin: Wydawnictwo Poznańskie. 1967. с. 88-90.
7. 1 2 3  , Arkadiusz Ogrodowczyk, "Nad Odrą i Bałtykiem: Osadnictwo Wojskowe Na Zachodnich i Północnych Ziemiach Polski Po Drugiej Wojnie Światowej"